# Liste der Listed Buildings auf North Uist
In dieser Liste sind sämtliche Baudenkmäler auf der schottischen Hebrideninsel North Uist zusammengefasst. Die Bauwerke sind anhand der Kriterien von Historic Scotland in die Kategorien A (nationale oder internationale Bedeutung), B (regionale oder mehr als lokale Bedeutung) und C (lokale Bedeutung) eingeordnet. Derzeit gibt es auf North Uist zwei Denkmäler aus der Kategorie A, zehn aus der Kategorie B und 12 aus der Kategorie C.

## Denkmäler
| Name                                | Typ                | Lage                                              | Kategorie | Eintrag | Bild                                |
| ----------------------------------- | ------------------ | ------------------------------------------------- | --------- | ------- | ----------------------------------- |
| Kriegerdenkmal von Clachan Ath Luib | Denkmal            | Clachan na Luib 57° 33′ 20″ N, 7° 19′ 47,4″ W     | C         | 17561   | Kriegerdenkmal von Clachan Ath Luib |
| Glaic Cottage                       | Wohngebäude        | Claddach Carinish 57° 30′ 39,6″ N, 7° 15′ 1,4″ W  | B         | 17564   | Glaic Cottage                       |
| Claddach Carinish Cottage           | Wohngebäude        | Claddach Carinish 57° 30′ 45,1″ N, 7° 15′ 50,6″ W | C         | 17566   |                                     |
| Friedhof der Kilmuir Old Church     | Friedhof           | Hougharry 57° 36′ 17″ N, 7° 30′ 50,1″ W           | B         | 17567   | Friedhof der Kilmuir Old Church     |
| Kilmuir Parish Church               | Kirche             | Balranald 57° 36′ 12″ N, 7° 28′ 56,2″ W           | C         | 17568   | Kilmuir Parish Church               |
| Lee View                            | Villa              | Lochmaddy 57° 36′ 12,6″ N, 7° 9′ 37,8″ W          | C         | 17572   |                                     |
| Taigh Chearsabhagh                  | Gaststätte         | Lochmaddy 57° 35′ 56″ N, 7° 9′ 32,1″ W            | C         | 17573   | Taigh Chearsabhagh                  |
| Lochmaddy Sheriff Court             | Verwaltungsgebäude | Lochmaddy 57° 36′ 15,9″ N, 7° 9′ 44,2″ W          | C         | 17575   | Lochmaddy Sheriff Court             |
| Altes Justizgebäude von Lochmaddy   | Justizgebäude      | Lochmaddy 57° 36′ 14,5″ N, 7° 9′ 44,8″ W          | B         | 17576   | Altes Justizgebäude von Lochmaddy   |
| Paible Free Church                  | Kirche             | Bayhead 57° 35′ 18,2″ N, 7° 27′ 25,4″ W           | C         | 17579   | Paible Free Church                  |
| Struan Cottage                      | Wohngebäude        | Malaclate 57° 38′ 20,2″ N, 7° 22′ 30,2″ W         | A         | 17582   | Struan Cottage                      |
| Altes Pfarrhaus von Trumisgarry     | Pfarrhaus          | Trumisgarry 57° 39′ 12,7″ N, 7° 15′ 15,3″ W       | C         | 17583   |                                     |
| Westford Inn                        | Villa              | Claddach Kirkibost 57° 34′ 13″ N, 7° 23′ 48,2″ W  | B         | 17584   | Westford Inn                        |
| Ardheisker Cottage                  | Wohngebäude        | Claddach Knockline 57° 34′ 46,4″ N, 7° 24′ 55″ W  | A         | 17585   | Ardheisker Cottage                  |
| Baleloch House                      | Pfarrhaus          | Balmartin 57° 37′ 43″ N, 7° 29′ 16,4″ W           | B         | 17586   | Baleloch House                      |
| Balranald House                     | Bauernhaus         | Balranald 57° 35′ 52,9″ N, 7° 29′ 34,9″ W         | C         | 17587   |                                     |
| Carinish Parish Church              | Kirche             | Carinish 57° 31′ 18,2″ N, 7° 18′ 50,5″ W          | B         | 17588   |                                     |
| Carinish School                     | Schule             | Carinish 57° 31′ 35,2″ N, 7° 18′ 59″ W            | B         | 17589   | Carinish School                     |
| Sponish House                       | Villa              | Lochmaddy 57° 36′ 37,2″ N, 7° 9′ 26,4″ W          | B         | 19394   | Sponish House                       |
| Kilmuir Old Church                  | Kirche             | Hougharry 57° 36′ 16,5″ N, 7° 30′ 55,3″ W         | C         | 19803   | Kilmuir Old Church                  |
| Newton House                        | Bauernhaus         | Newton 57° 40′ 42,1″ N, 7° 13′ 6,3″ W             | C         | 19804   |                                     |
| Trumisgarry Church                  | Kirche             | Trumisgarry 57° 39′ 13,5″ N, 7° 15′ 14,8″ W       | B         | 19805   | Trumisgarry Church                  |
| Tigh Na Boireach                    | Wohngebäude        | Newton 57° 39′ 32,5″ N, 7° 14′ 44,2″ W            | C         | 52491   |                                     |
| Boreray Cottage                     | Wohngebäude        | Newton 57° 39′ 31,6″ N, 7° 14′ 54,2″ W            | C         | 52492   | Boreray Cottage                     |

- Karte mit allen Koordinaten:
- OSM |
- WikiMap